# Guajillo
Guajillo è una cultivar di peperoncino della specie Capsicum annuum originaria del Messico.